# Bolesław Potyrała
Bolesław Potyrała (ur. 1930, zm. 23 września 2017) – polski pedagog, wykładowca i profesor Uniwersytetu Wrocławskiego, w latach 1977–1984 dyrektor Instytutu Pedagogiki, wieloletni kierownik Zakładu Pedagogiki Ogólnej, specjalista pedagogiki ogólnej, pochowany na Cmentarzu Osobowickim we Wrocławiu.

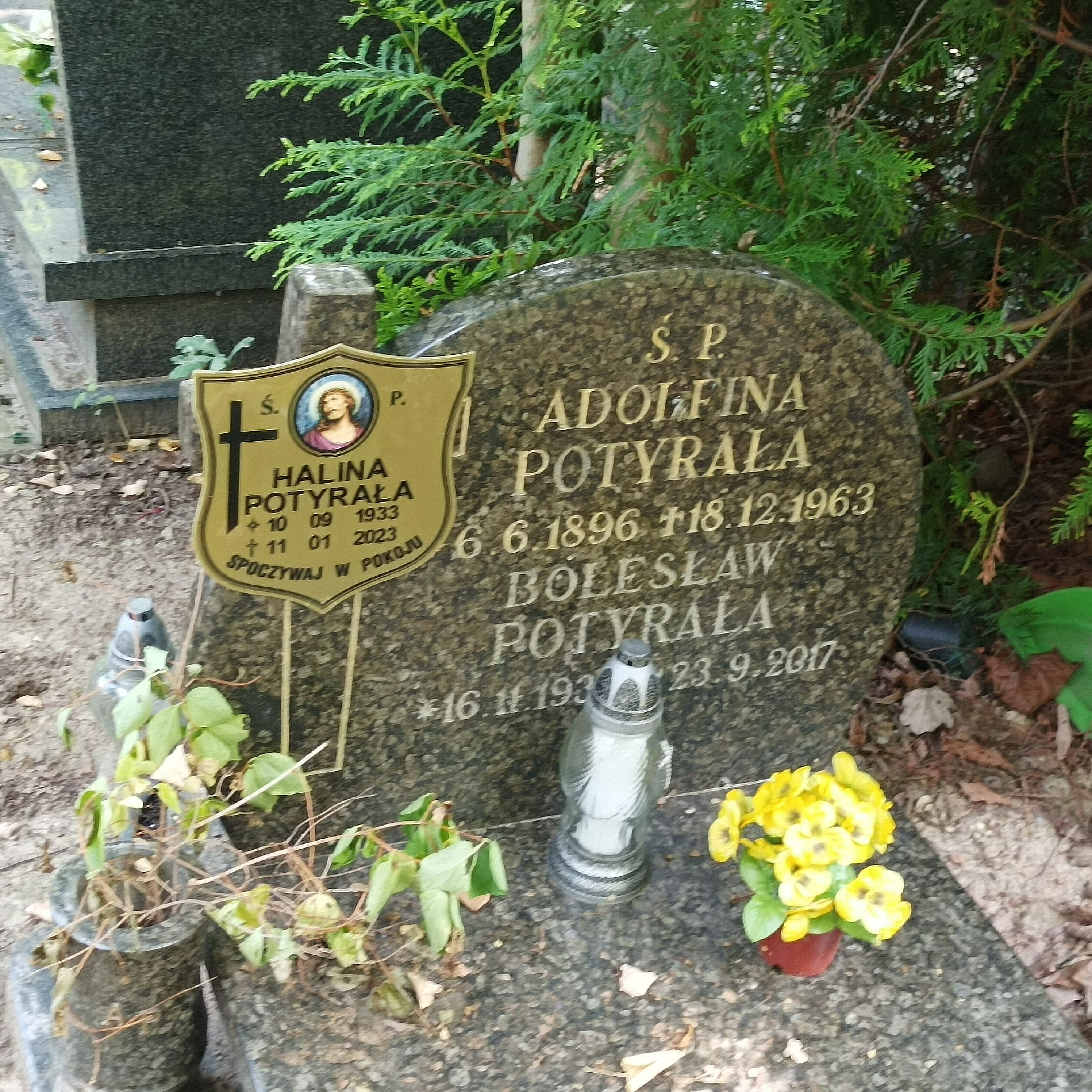
Grób prof. Bolesława Potyrały na Cmentarzu Osobowickim